# Бруні (острів)
Бруні (англ. Bruny Island, тасманійська мова острова Бруні Lunawanna-alonnah) — острів у Тасмановому море біля південно-східного узбережжя острова Тасманія, від якого відділений протокою Д'Антркасто. Знаходиться на південь від річки Деруент. Названий на честь французького дослідника Жозефа Антуана де Брюн Д'Антркасто.

## Географія
Острів Бруні складається з двох острівців (Північний Бруні і Південний Бруні), з'єднаних вузьким піщаним перешийком. Площа острова — 370,6 км². Узбережжя, звернене до моря, стрімчасте і з крутими скелями. На схід від Північного Бруні знаходиться затока Сторм.
Рослинність лугова, евкаліптові ліси. У південній частині Бруні розташований національний парк.

## Історія
До появи європейців на острові Бруні проживала велика спільнота аборигенів. У листопаді 1642 року в околицях острова висадився голландський мандрівник Абель Тасман, а в 1773 році біля узбережжя причалило судно Тобіаса Фюрно, який досліджував разом з Джеймсом Куком острів Тасманія. 23 січня 1777 року в бухті Адвенчур причалили судна експедиції Джеймса Кука. В 1792 році Бруні був досліджений французьким мандрівник Брюно Д'Антркасто, на честь якого і був названий острів. Аж до 1918 року назва острова мало написання фр. Bruni, ставши згодом англ. Bruny.
В кінці XIX століття на острові розташовувався склад вугілля для морських пароплавів, на східному березі знаходилося містечко Куквілл (англ. Cookville), на північному заході — маяк.

## Населення
Чисельність населення острова становить 620 осіб, які проживають в чотирьох невеликих поселеннях, три з яких розташовані на острові Південний Бруні. Адміністративний центр — поселення Алоннах (англ. Alonnah).
Розвинений туризм.